# カムバラルィ・コンガンチエフ
ムバラルィ・コンガンチエフ（1947年1月1日 - ）は、キルギス共和国の政治家、検察官。元検事総長（在職：2005年 - 2007年）。一等国務参議官。

## 経歴
ジャラル・アバド州マイリ・サイ市出身。キルギス人。1974年、キルギス国立大学法学部を卒業。
2003年～2005年、ジョゴルク・ケネシュ (キルギス議会) 人民代表者院事務局法務鑑定課主任。
議会に3度出馬したが落選した。2005年3月14日、議会代議員に当選。4月1日、憲法法令・国家体制・適法性・司法改革・人権、ジョゴルク・ケネシュ業務組織、議事規則・代議員倫理委員会の委員長となる。
2005年10月17日、検事総長代行。2005年11月8日～2007年3月19日、検事総長。
2008年1月9日～2009年2月、駐ジョゴルク・ケネシュ大統領全権代表。2009年11月18日から駐ジョゴルク・ケネシュ政府常任代表。

## パーソナル
弟のモルドムサ・コンガンチエフは元内務相。息子は、体育・スポーツ局副長官。
「労働の献身に対する」メダルを受章。ロシア連邦からは一等「ピョートル大帝」社会勲章を授与された。